# Édouard Danjoy
 (juillet 2016).
Eugène Gustave Édouard Danjoy (1838-1905) est un architecte français, spécialisé dans la restauration de monuments historiques.
Architecte diocésain des diocèses d'Orléans, de Tulle de Bordeaux, architecte des monuments historiques de la Somme et architecte en chef du Nord et le Pas-de-Calais, il est chargé de programmer et de coordonner les travaux de restauration, d'entretien et de mobilier des monuments historiques.

## Biographie
Fils de l'architecte Jean-Charles Danjoy et de Marie Anne Caroline Gelinet, il est né le 19 juillet 1838 à Paris. Formé par son père, il est élève de l'École nationale supérieure des beaux-arts (promotion 1858) et de Charles Questel,. 
Il travaille pour l'atelier de Léon Vaudoyer à partir de 1866 au Conservatoire national des arts et métiers. 
En 1878, il est architecte du Crédit foncier de France et secrétaire du comité des architectes du Crédit foncier de France,.
Architecte du gouvernement, on le retrouve dans plusieurs instances ministérielles :
- inspecteur des bâtiments civils (ministère des Beaux-Arts) de 1862 à 1874,
- membre Commission des monuments historiques en 1874,
- membre du Comité des édifices diocésains à partir de 1876, notamment comme rapporteur,
- inspecteur général adjoint en 1904

À partir de 1879, il occupe également plusieurs postes d'architecte diocésain :
- Diocèse d'Avignon en 1879,
- Diocèse de Bordeaux en 1887,
- Diocèse de Tulle et Diocèse d'Orléans en 1889

À partir de 1889, il est de surcroît architecte des monuments historiques du département de la Somme.
Architecte en chef des départements du Nord et le Pas-de-Calais de 1875 à 1889. On lui doit notamment les travaux de restauration des beffrois de Bergues, Béthune et Calais, l'hôtel de ville de Saint-Amand (Pas-de-Calais), les églises de Lillers, Saint-Amand (Pas-de-Calais), Aire-sur-la-Lys, Brie-Comte-Robert, Nesles-la-Vallée,.
Édouard Danjoy exécute divers travaux à Paris, Marseille ou encore Caen. Il est l'auteur des plans du château de Villersexel (Haute-Saône). 
Marié à Laure Julie Léontine Isnard.
Il est inhumé au cimetière de Montmartre.

## Distinctions
- Médaille de première classe à l'École nationale supérieure des beaux-arts
- Médaille d'or au salon de 1873 pour des études sur l'architecture arabe à Tlemcen
- Médaille d'argent à l'Exposition universelle de 1878
- Chevalier de la Légion d'honneur par décret du 30 décembre 1889[2]
- médaille de bronze de l'Exposition universelle de Paris de 1889
- grande médaille d'argent de la Société centrale des architectes pour études d'art en 1889